# Lycosa bicolor
Lycosa bicolor là một loài nhện trong họ Lycosidae.
Loài này thuộc chi Lycosa. Lycosa bicolor được Henry Roughton Hogg miêu tả năm 1905.